# Trigonostemon cherrieri
Trigonostemon cherrieri är en törelväxtart som beskrevs av Veillon. Trigonostemon cherrieri ingår i släktet Trigonostemon och familjen törelväxter. IUCN kategoriserar arten globalt som akut hotad.
Artens utbredningsområde är Nya Kaledonien. Inga underarter finns listade i Catalogue of Life.